# Bečov
Bečov är en ort i Tjeckien.   Den ligger i regionen Ústí nad Labem, i den nordvästra delen av landet, 60 km nordväst om huvudstaden Prag. Bečov ligger 256 meter över havet och antalet invånare är 2 072.
Terrängen runt Bečov är platt åt sydväst, men åt nordost är den kuperad. Runt Bečov är det tätbefolkat, med 530 invånare per kvadratkilometer. Närmaste större samhälle är Most, 8,3 km nordväst om Bečov. Trakten runt Bečov består till största delen av jordbruksmark.